# Alexa Guarachi
Dit is een Spaanse naam; Guarachi is de vadernaam en Mathison is de moedernaam.
Alexa Guarachi Mathison (Destin, 17 november 1990) is een tennisspeelster uit Chili. Zij begon op vijfjarige leeftijd met het spelen van tennis. Guarachi werd geboren in de Verenigde Staten van Amerika, maar komt sinds juni 2015 uit voor Chili – door haar Chileense vader heeft zij een dubbele nationaliteit.

## Loopbaan
In 2018 speelde zij samen met Erin Routliffe op Wimbledon, waarmee ze haar eerste grandslampartij speelde. Enkele weken later won zij haar eerste WTA-titel, op het WTA-toernooi van Gstaad, samen met de Amerikaanse Desirae Krawczyk.
In 2020 won zij met Krawczyk een tweede titel, in Istanbul. Enkele weken later bereikte zij haar eerste grandslamfinale, op Roland Garros, weer met Krawczyk aan haar zijde – zij verloren de eindstrijd van Tímea Babos en Kristina Mladenovic.
In februari 2021 won Guarachi haar derde dubbelspeltitel, weer samen met Desirae Krawczyk, op het WTA-toernooi van Adelaide. Haar vierde titel, twee weken later op het WTA 1000-toernooi van Dubai, toucheerde zij aan de zijde van de Kroatische Darija Jurak. Terug met Krawczyk won Guarachi in Straatsburg haar vijfde titel.
In de periode 2018–2023 maakte Guarachi deel uit van het Chileense Fed Cup-team – zij behaalde daar een winst/verlies-balans van 13–7.

## Posities op deWTA-ranglijst
Positie per einde seizoen:
| jaar | rang enkelspel | rang dubbelspel |
| ---- | -------------- | --------------- |
| 2006 | 1308           | –               |
| 2007 | 1030           | –               |
| 2008 | 1107           | –               |
|      |                |                 |
| 2011 | –              | 992             |
|      |                |                 |
| 2013 | –              | 977             |
| 2014 | 624            | 384             |
| 2015 | 349            | 219             |
|      |                |                 |
| 2017 | 373            | 151             |
| 2018 | 479            | 78              |
| 2019 | 723            | 59              |
| 2020 | 976            | 26              |
| 2021 | –              | 13              |
| 2022 | –              | 42              |

## Resultaten grandslamtoernooien
| Legenda | Legenda                          |
| ------- | -------------------------------- |
| g.t.    | geen toernooi gehouden           |
| l.c.    | lagere categorie                 |
| –       | niet deelgenomen                 |
| G       | uitgeschakeld in de groepsfase   |
| 1R      | uitgeschakeld in de eerste ronde |
| 2R      | uitgeschakeld in de tweede ronde |
| 3R      | uitgeschakeld in de derde ronde  |
| 4R      | uitgeschakeld in de vierde ronde |
| KF      | uitgeschakeld in de kwartfinale  |
| HF      | uitgeschakeld in de halve finale |
| F       | de finale verloren               |
| W       | het toernooi gewonnen            |
| w-v     | winst/verlies-balans             |

### Enkelspel
geen deelname

### Vrouwendubbelspel
| toernooi        | 2018 | 2019 | 2020 | 2021 | 2022 | 2023 |
| --------------- | ---- | ---- | ---- | ---- | ---- | ---- |
| Australian Open | –    | 1R   | 2R   | 3R   | 3R   | 2R   |
| Roland Garros   | –    | 1R   | F    | 1R   | 1R   | 1R   |
| Wimbledon       | 1R   | 1R   | g.t. | 1R   | KF   | 1R   |
| US Open         | 1R   | 3R   | 1R   | HF   | 3R   |      |

### Gemengd dubbelspel
| toernooi        | 2019 |    | 2021 | 2022 |
| --------------- | ---- | -- | ---- | ---- |
| Australian Open | –    | 1R | 2R   |      |
| Roland Garros   | –    | 2R | 1R   |      |
| Wimbledon       | 1R   | 2R | 1R   |      |
| US Open         | –    | KF | 1R   |      |

## Palmares
| Legenda                 |
| ----------------------- |
| Grandslamtoernooi       |
| Olympische Spelen       |
| Year-End Championships  |
| Premier Mandatory       |
| Premier Five / WTA 1000 |
| Premier / WTA 500       |
| International / WTA 250 |
| Challenger / WTA 125    |

### WTA-finaleplaatsen enkelspel
geen

### WTA-finaleplaatsen vrouwendubbelspel
| nr.              | finale     | toernooi            | ondergrond    | partner            | tegenstandsters                    | score            |         |
| ---------------- | ---------- | ------------------- | ------------- | ------------------ | ---------------------------------- | ---------------- | ------- |
| gewonnen finales |            |                     |               |                    |                                    |                  |         |
| 1.               | 2018-07-22 | WTA Gstaad          | gravel        | Desirae Krawczyk   | Lara Arruabarrena Timea Bacsinszky | 4-6, 6-4, [10-6] | details |
| 2.               | 2020-09-13 | WTA Istanbul        | gravel        | Desirae Krawczyk   | Ellen Perez Storm Sanders          | 6-1, 6-3         | details |
| 3.               | 2021-02-27 | WTA Adelaide        | hardcourt     | Desirae Krawczyk   | Hayley Carter Luisa Stefani        | 6-7, 6-4, [10-3] | details |
| 4.               | 2021-03-13 | WTA Dubai           | hardcourt     | Darija Jurak       | Xu Yifan Yang Zhaoxuan             | 6-0, 6-3         | details |
| 5.               | 2021-05-29 | WTA Straatsburg     | gravel        | Desirae Krawczyk   | Makoto Ninomiya Yang Zhaoxuan      | 6-2, 6-3         | details |
| verloren finales |            |                     |               |                    |                                    |                  |         |
| 1.               | 2018-08-05 | WTA Washington      | hardcourt     | Erin Routliffe     | Han Xinyun Darija Jurak            | 3-6, 2-6         | details |
| 2.               | 2019-04-28 | WTA Istanbul        | gravel        | Sabrina Santamaria | Tímea Babos Kristina Mladenovic    | 1-6, 0-6         | details |
| 3.               | 2019-07-13 | WTA Båstad          | gravel        | Danka Kovinić      | Misaki Doi Natalja Vichljantseva   | 5-7, 7-6, [7-10] | details |
| 4.               | 2019-09-21 | WTA Guangzhou       | hardcourt     | Giuliana Olmos     | Peng Shuai Laura Siegemund         | 2-6, 1-6         | details |
| 5.               | 2019-10-19 | WTA Luxemburg       | hardcourt (i) | Kaitlyn Christian  | Cori Gauff Caty McNally            | 2-6, 2-6         | details |
| 6.               | 2020-02-16 | WTA Sint-Petersburg | hardcourt (i) | Kaitlyn Christian  | Shuko Aoyama Ena Shibahara         | 6-4, 0-6, [3-10] | details |
| 7.               | 2020-10-11 | Roland Garros       | gravel        | Desirae Krawczyk   | Tímea Babos Kristina Mladenovic    | 4-6, 5-7         | details |
| 8.               | 2023-05-06 | WTA Reus            | gravel        | Erin Routliffe     | Storm Hunter Ellen Perez           | 1-6, 6-7         | details |
| 9.               | 2023-08-06 | WTA Washington      | hardcourt     | Monica Niculescu   | Laura Siegemund Vera Zvonarjova    | 4-6, 4-6         | details |